# ジャービス (小惑星)
ジャービス (3353 Jarvis) は、小惑星帯の内縁付近にある小惑星。1981年にローウェル天文台のエドワード・ボーエルによって発見された。
1986年1月28日にチャレンジャー号爆発事故で死亡したSTS-51-Lのペイロード・スペシャリスト、グレゴリー・ジャービスに因んで命名された。